# Ordan-Larroque
 Ordan-Larroque  (en occitano Ordan e La Ròca) es una población y comuna francesa, ubicada en la región de Mediodía-Pirineos, departamento de Gers, en el distrito de Auch y cantón de Jegun.

## Demografía
| 611 | 468 | 511 | 620 | 738 | 774 |
| Para los censos de 1962 a 1999 la población legal corresponde a la población sin duplicidades (Fuente: INSEE [Consultar]) |     |     |     |     |     |